# Ludvik Starič
Ludvik Starič (vzdevek Leteči Kranjec), slovenski motociklistični dirkač, * 19. marec 1906, Mirna Peč, † 26. december 1989, Ljubljana.

»Dostikrat sem se vračal iz tujine domov z lovorovim vencem poln radosti in veselja nad zmago. Že sem si predstavljal, kako me bodo na postaji sprejeli, me dvignili na ramena in me odnesli s perona. Saj so to počeli po svetu celo tuji državljani. Toda na postaji razen železniških delavcev ni bilo nikogar.«

Ludvik Starič
V začetku tridesetih let je dosegel prve uspehe na motociklističnih dirkah, več naslovov državnega motociklističnega prvaka, zmago na zagrebški mednarodni dirki leta 1933 z izposojenim motorjem, ko je premagal tudi več tedaj svetovno znanih tekmovalcev, kasneje pa je začel nastopati tudi v drugih evropskih državah. Leta 1934 je tako zmagal na mednarodni dirki v Parizu, istega leta pa še na zagrebškem stadionu Miramare na vseslovanskem prvenstvu. Leta 1935 je dobil povabilo za sodelovanje na mednarodnih dirkah v Pragi, kjer je tik pred dirko dobil povabilo v tovarniško moštvo Jawa, za katero je dosegel zmago v razredu do 1000 cm³. Na dirki v Pardubicah se je po vodstvu v zadnjem krogu huje ponesrečil, ko so se zlomile vilice na njegovem motociklu. Po šestnajstih dneh v komi je počasi okreval, zaradi nesreče pa kar dve leti ni mogel tekmovati.
Leta 1938 je zmagal na dirki v Plznu, nato pa še v Breslauu, kjer je bil pokrovitelj dirke sam Adolf Hitler. To je bila tudi njegova zadnja pomembnejša zmaga, preden je moral predčasno končati karieri zaradi izbruha druge svetovne vojne. Leta 1955 je izdal avtobiografijo z naslovom Leteči Kranjec.
Leta 2012 je bil sprejet v Hram slovenskih športnih junakov.